# Bouillotte
Pour l’article homonyme, voir Bouillotte (jeu de cartes).
Ne doit pas être confondue avec une bouilloire.

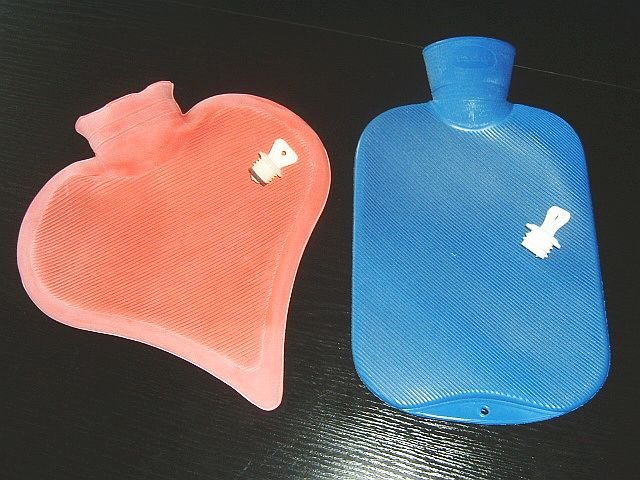
2 bouillottes en caoutchouc.

Une bouillotte est un récipient étanche servant à contenir de l'eau chaude ou un appareil électrique, généralement utilisé pour tenir une personne au chaud, notamment lorsque celle-ci est dans son lit ou malade. Elle peut être utilisée simplement pour réchauffer le lit avant de se coucher, ou pour soulager des douleurs musculaires ou des douleurs menstruelles.

## Évolution
Avec la disparition progressive des cheminées au bois et l’apparition des fourneaux ou cuisinières bois-charbon, la nature de l’élément énergétique est passée du solide (braise) au liquide (eau)[réf. souhaitée].

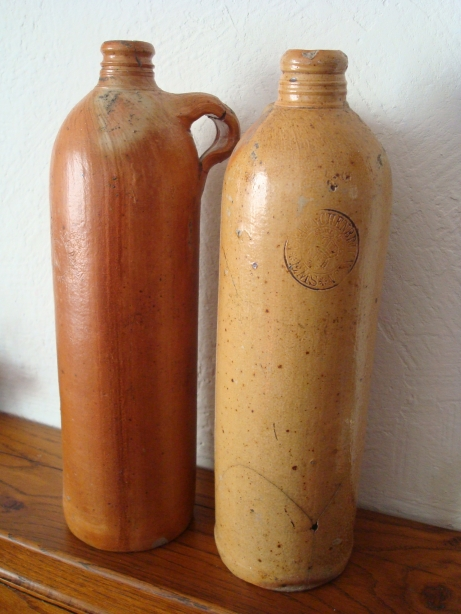
2 bouillottes en grès.

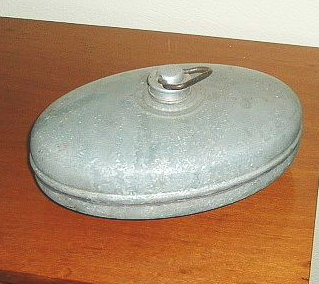
Bouillotte en métal (vers 1925).

Les bouillottes ont pris au cours de l'histoire toutes les formes imaginables dans une multitude de matières :
- récipient en forme de cruche ou de bouteille de grès, matière qui emmagasine la chaleur,
- récipient métallique, laiton ou acier galvanisé plus économique, moins fragile, plus facile à fabriquer industriellement,
- récipient en caoutchouc, dont la souplesse permet l'usage en chauffe-lit comme en chauffage corporel ponctuel (mains, reins, dos, pieds).

Dès la fin du XVIIIe siècle, ce nouveau moyen énergétique stimula l’imagination d’inventeurs qui créèrent les bouillottes les plus originales :
- en 1770, un cordonnier pour femme imagine des pantoufles de spectacle munies de talons métalliques creux et remplis d’eau chaude,
- en 1780, un fontainier publie une de ses créations, un petit réservoir rempli d’eau bouillante pour tenir les pieds au chaud dans les voitures[1],

Au XIXe siècle, avant la généralisation du chauffage par la vapeur de la locomotive, les compartiments de première et deuxièmes classes des trains de voyageurs étaient chauffés par des bouillottes placées sous les sièges, les compartiments de troisième classe n'étant pas chauffés. Ces bouillottes étaient de longues boites en cuivre étamé.
Les bouillottes modernes sont généralement faites en caoutchouc et munies d'un bouchon et d'un col évasé facilitant le remplissage.
Vers les années 2000, apparaissent des bouillottes contenant des dérivés de glycol hermétiquement fermées. Elles sont conçues pour permettre un réchauffage par appareil à micro-ondes en respectant des consignes de sécurité.
Actuellement[Quand ?], on trouve sur le marché de petites bouillottes pour les mains, à mettre dans les gants ou dans les poches, constituées d'un petit réservoir contenant un liquide capable d'emmagasiner de la chaleur et qui se réchauffe par branchement électrique.
Le terme « bouillotte » désignait autrefois[Quand ?] également une bouilloire.
Pour les bouillottes souples contenant un liquide qui se solidifie en chauffant, voir chaufferette.
Il existe également des bouillottes sèches (par opposition aux bouillottes contenant un liquide) contenant des graines (noyaux de cerise, colza, épeautre, riz, etc.). Ces graines servent d'éléments de stockage de la chaleur. Ces bouillottes sèches se chauffent généralement au micro-ondes ou en les posant sur un radiateur.
Leur utilisation doit se faire dans le respect des règles de sécurité au risque d'avoir des brûlures.